# Мяэ, Иоганн Юрьевич
Иоганн Юрьевич Мяэ, урождённый Иоганн Генрих (Йоханнес) Мяэ (эст. Johann Heinrich (Johannes) Mäe; 31 декабря 1894, Луга — 23 марта 1944, Нарва) — русский, эстонский и советский военный деятель, подполковник советской армии. Начальник артиллерии 249-й стрелковой дивизии (2-го формирования). Участник Первой мировой, Гражданской и Великой Отечественной войн.

## Биография
Родился 31 декабря 1894 года в городе Луга. Службу начал в Русской императорской армии 2 февраля 1915 года вольноопределяющимся в составе 1-й резервной артиллерийской дивизии. Прапорщик РИА с 13 октября 1915 года, младший офицер батареи 1-й резервного артиллерийского дивизиона, младший офицер 2-й Амурской артиллерийской бригады с 22 декабря 1916 года. Во время одного из сражений против германской армии Мяэ в течение дня отражал немецкие атаки, а вечером его части на подмогу пришли казачьи войска. По словам Бориса Полевого, за этот подвиг Мяэ был награждён «офицерским крестом Святого Георгия с мечами и бантом», хотя, согласно документам, 18 августа 1917 года прапорщику Мяэ был присвоен орден Святой Анны IV степени с надписью «За храбрость».
7 ноября 1917 года Мяэ был произведён в подпоручики, а 10 марта 1918 года уволен со службы. 21 августа 1919 года добровольцем пришёл в Донскую армию, служил адъютантом в Тульском артиллерийском дивизионе 4-го Донского корпуса генерала Мамонтова. 29 марта 1920 года назначен во 2-ю Донскую артиллерийскую бригаду, 6 июня по собственному желанию направлен в Донское артиллерийское офицерское училище. С 18 сентября служил в 3-й дивизионе полевой артиллерии, 12 февраля 1921 года произведён в лейтенанты 3-го артиллерийского полка вооружённых сил Эстонской Республики.
После гражданской войны продолжил службу в Эстонской Республике, поступил в военное училище 21 июля 1923 года. 22 февраля 1924 года произведён в капитаны 3-го артиллерийского полка (старшинство 10 апреля 1924 года). С 15 апреля 1924 года — начальник хозяйственной части. С 1 октября 1925 года — в составе 3-й артиллерийской дивизии, с 1 мая 1926 года по 1 октября 1928 года — командир 5-й группы 3-й артиллерийской дивизии. С 1 декабря 1928 года — в составе 3-й группы 2-й артиллерийской дивизии, помощник командира с 24 февраля 1929 года. Майор (18 февраля 1931). 23 сентября 1931 года поступил в Эстонскую военную академию, окончил её в 1932 году.
С 22 декабря 1933 года — преподаватель (преподавал тактику в военной академии, писал учебники по артиллерийскому делу). С 22 ноября 1935 года преподаватель курсов усовершенствования офицеров инженерных войск, с 1 сентября 1936 года преподаватель VII разряда. Подполковник с 17 февраля 1939 года. Одним из первых эстонских старших офицеров перешёл в ряды РККА в 1940 году. Преподавал в Таллинском военно-пехотном училище в 1940—1941 годах.
С начала Великой Отечественной войны был в рядах эстонского стрелкового корпуса, участвовал в организованном отступлении. По словам Бориса Полевого, был кандидатом в члены ВКП(б). 8 июля 1941 года эвакуирован на территорию РСФСР. Занимал пост начальника артиллерии 249-й стрелковой дивизии 8-го Эстонского стрелкового корпуса.
Погиб 23 марта 1944 года под Нарвой.
Дочь — Валерия, окончила гимназию, увлекалась музыкой; по протекции отца в 1941 году, когда Таллин ещё был под контролем советских войск, вступила в РККА и была назначена ординарцем отца.